# Gregor Meyer
Gregor Meyer (* 1979 in Zwickau) ist ein deutscher Pianist, Organist, Dirigent und Chorleiter. Seit 2007 leitet er den GewandhausChor Leipzig.

## Leben
Der Sohn eines evangelisch-lutherischen Pfarrers stammt aus dem Erzgebirge und wuchs in Johanngeorgenstadt auf. 
im Jahr 1997 bestand er am Clara-Wieck-Gymnasium in Zwickau, einem Gymnasium mit vertiefter musischer Ausbildung, das Abitur. Er studierte bis 2007 an der Hochschule für Musik und Theater Leipzig Kirchenmusik bei Arvid Gast, David Timm, Martin Schmeding und Roland Börger sowie Chorleitung im Aufbaustudium bei Morten Schuldt-Jensen und gründete 1999 das Vocalconsort Leipzig. 
Als Leiter des GewandhausChores seit der Spielzeit 2007/2008 arbeitet er eng mit renommierten Dirigenten zusammen: darunter Alan Gilbert, Trevor Pinnock, Kent Nagano, Andrew Manze, John Eliot Gardiner, Dennis Russell Davies sowie Herbert Blomstedt, Riccardo Chailly und Andris Nelsons. 
Auch konzipiert er regelmäßig innovative Programme, die nicht selten die Grenzen des klassischen Konzertrepertoires und Formates überschreiten, so etwa »A Tribute to Ray Charles« (als Gast: Nils Landgren), »Volkslieder von Friedrich Silcher im Neuen Gewand« (mit L’art de passage), die soziokulturellen Projekte »Schlachtfeld der Seele« mit Bundeswehrsoldaten und »Der Stumme Krieg« mit Überlebenden des Zweiten Weltkriegs, Bachs »Markuspassion« mit barrierefreiem Zugang für Gehörlose sowie die musikalisch-literarischen Programme »Apokalypse« und »Die Leiden des jungen Brahms« mit Katharina Thalbach und Anna Thalbach.
Gregor Meyer leitete mehr als 18 Jahre das von ihm gegründete Vocalconsort Leipzig, rief 2011 die Solistenformation Opella Musica ins Leben und pflegt seit 2014 mit dem Ensemble 1684 das Repertoire von Johann Rosenmüller. Zudem verbindet ihn eine enge Zusammenarbeit mit dem historisch orientierten Orchester camerata lipsiensis. Im Fokus seines Schaffens stand zudem die Wiederentdeckung des Komponisten Johann Kuhnau mit der Gesamteinspielung seiner Kantaten bis 2021 mit Opella Musica.
Darüber hinaus trat er von 1995 bis 2011 als Pianist der Gruppe Five Gentlemen auf. Zudem ist und war er Arrangeur beispielsweise für das Calmus Ensemble, Ensemble Amarcord, Ensemble Nobiles, Sjaella, sowie für seine von ihm geleiteten Chöre. Beim Verlag Breitkopf & Härtel veröffentlichte er 2017 eine eigene Bearbeitung der Winterreise von Franz Schubert für Bariton, Chor und Klavier. 
Von 2010 bis 2014 hatte er Lehraufträge an der Evangelischen Hochschule für Kirchenmusik Halle und an der HMT Leipzig, deren Hochschulchor er auch leitete.
Gregor Meyer gehörte zum Kreis der Personen, die sich engagiert für die Restaurierung der historisch original erhaltenen Jehmlich-Orgel der Philippuskirche Leipzig, die der Organist und Komponist Paul Gerhardt geplant und als Sachverständiger abgenommen hatte, eingesetzt haben. Die Orgel wurde restauriert und im Jahr 2021 wiedergeweiht.

## Tonträger-Veröffentlichungen
- Gesamteinspielung aller Kantaten von Johann Kuhnau unter der Leitung von Gregor Meyer bis 2021[2]

## Veröffentlichung
- Gregor Meyer: Paul Gerhardt (1867–1946) – Der Organist als Orgelsachverständiger und sein Verhältnis zur Orgelbewegung. Diplomarbeit, Hochschule für Musik und Theater „Felix Mendelssohn Bartholdy“ Leipzig, Leipzig 2003[3]

## Auszeichnung
Am 22. Januar 2015 ehrte die BBW-Leipzig-Gruppe Gregor Meyer mit ihrem Integrationspreis Brückenschlag. Es ist bis jetzt (Stand April 2023) die einzige Verleihung dieses Preises an eine Person – ansonsten wurden Teams, Institutionen und Unternehmen geehrt.
Meyer erhielt die Auszeichnung für die von ihm realisierte barrierefreie Aufführung der Markus-Passion von Johann Sebastian Bach mit Unterstützung des BBW-Gebärdenchores, Laudator war Sebastian Krumbiegel.